# در خط وظیفه ۴: شاهد
در خط وظیفه ۴: شاهد (به انگلیسی: In Line of Duty 4: Witness) یک فیلم سینمایی اکشن هنگ کنگی محصول سال ۱۹۸۹ به کارگردانی یوئن وو-پینگ است.
بازیگران اصلی این فیلم دانی ین و مایکل وونگ هستند. این فیلم در تاریخ ۲۱ ژوئیه ۱۹۸۹ در هنگ کنگ اکران شد.

## خلاصه داستان فیلم
یک پلیس هنگ کنگ و دو بازرس آمریکایی به یک کارگر بندر مشکوک هستند. اما وقتی آنها متوجه می‌شوند که مظنون آنها شاهدی است که از دست مأموران سی آی ای فرار کرده، مجبور می‌شوند با هم همکاری کنند و…

## بازیگران
- دانی ین به عنوان کاپیتان دونی یان
- مایکل وونگ به عنوان کاپیتان مایکل وون
- سینتیا خان به عنوان خانم ریچل یونگ لای-چینگ
- یوئن یات کر به عنوان لوک وان تینگ
- لیزا چیاو به عنوان مادر لوک
- لیو کای-چی به عنوان مینگ
- پل وونگ به عنوان قاتل بیمارستان
- پریلی روت کوردیک به عنوان مبارز بلوند
- جیم جیمز به عنوان افسر جان